# Tótselymes
Tótselymes (1899-ig Tolcsemes-Csipkés, szlovákul: Šarišské Sokolovce, korábban Tolčemeš) község Szlovákiában, az Eperjesi kerület Kisszebeni járásában. Csipkés tartozik hozzá.

## Fekvése
Kisszebentől 5 km-re keletre fekszik.

## Története

### Csipkés
Csipkést 1274-ben „Cuhunaallya” néven említik először, mint a Tekulok birtokát. 1337-ben „Kochnaalya”, 1353-ban „Chypkes” alakban szerepel a korabeli forrásokban. 1427-ben 5 portája adózott. 1787-ben 8 házában 80 lakos élt.
A 18. század végén Vályi András így ír róla: „CSIPKÉS. Tót falu Sáros Vármegyében, földes Ura Roszkoványi, és más Uraságok, lakosai katolikusok, fekszik Szent Györgyhöz közel, ’s ennek filiája. Határja meglehetős.”
1828-ban 10 ház állt a faluban 76 lakossal.
Fényes Elek 1851-ben kiadott geográfiai szótárában így ír a faluról: „Csipkés, tót falu, Sáros vármegyében, K.-Szebenhez keletre 3/4 mfd. 62 kath., 2 zsidó lak. Vizimalom. F. u. többen. Ut. p. Ternye.”
Tótselymessel a 19. században egyesítették Ó- és Újcsipkés falvakat.

### Tótselymes
A község területén a 10–11. században földvár állt.
A települést 1307-ben „Tothselmes” néven említik először. 1314-ben „Touthsolyumus” néven bukkan fel. A 14. század elején Károly Róbert adományaként Apród Miklós birtoka. 1353-ban említik Szent Miklós tiszteletére szentelt templomát. 1427-ben 15 portáig adózott. A 16. században a Roskovány és Doby családok tulajdonában állt. 1787-ben 34 házában 251 lakos élt. A 19. században az Antal és Szirmay család birtokában állt. 1828-ban 47 háza és 370 lakosa volt, akik mezőgazdasággal, erdei munkákkal foglalkoztak.
Fényes Elek 1851-ben kiadott geográfiai szótárában így ír a faluról: „Tolcsemes, tót falu, Sáros v., Sz. György fil., 299 kathol., 89 zsidó lak. Vizimalom. F. u. többen.”
Tótselymest a 19. században egyesítették Ó- és Újcsipkés falvakkal. A 19. század második felében sok lakója kivándorolt. A trianoni diktátum előtt Sáros vármegye Kisszebeni járásához tartozott.
Mai szlovák nevét 1948-ban kapta. Lakói főként Kisszeben, Eperjes és Kassa üzemeiben dolgoznak.

## Népessége
| Év:            | 1994. | 2004.   | 2014.   | 2024.    |
| -------------- | ----- | ------- | ------- | -------- |
| Emberek száma: | 496   | 517     | 558     | 651      |
| Eltérés:       |       | +4,23 % | +7,93 % | +16,66 % |

| Év:            | 2023. | 2024.   |
| -------------- | ----- | ------- |
| Emberek száma: | 626   | 651     |
| Eltérés:       |       | +3,99 % |

Tótselymesnek 1910-ben 325, túlnyomórészt szlovák anyanyelvű lakosa volt.
2001-ben 500 lakosából 498 szlovák volt.
2011-ben 522 lakosából 485 szlovák volt.

## Neves személyek
- Itt születhetett 1320-ban Küküllei János magyar történetíró.

## Nevezetességei

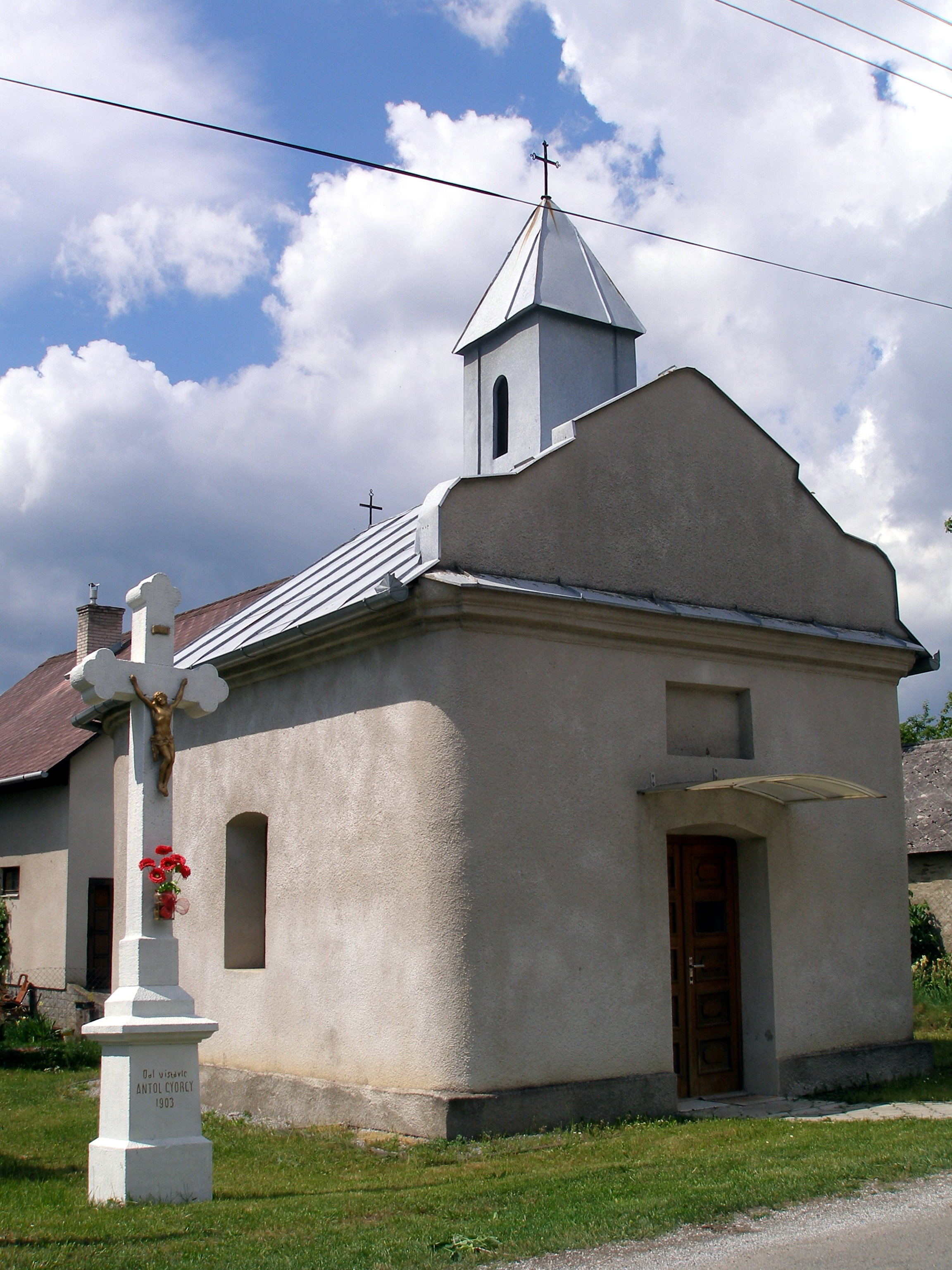
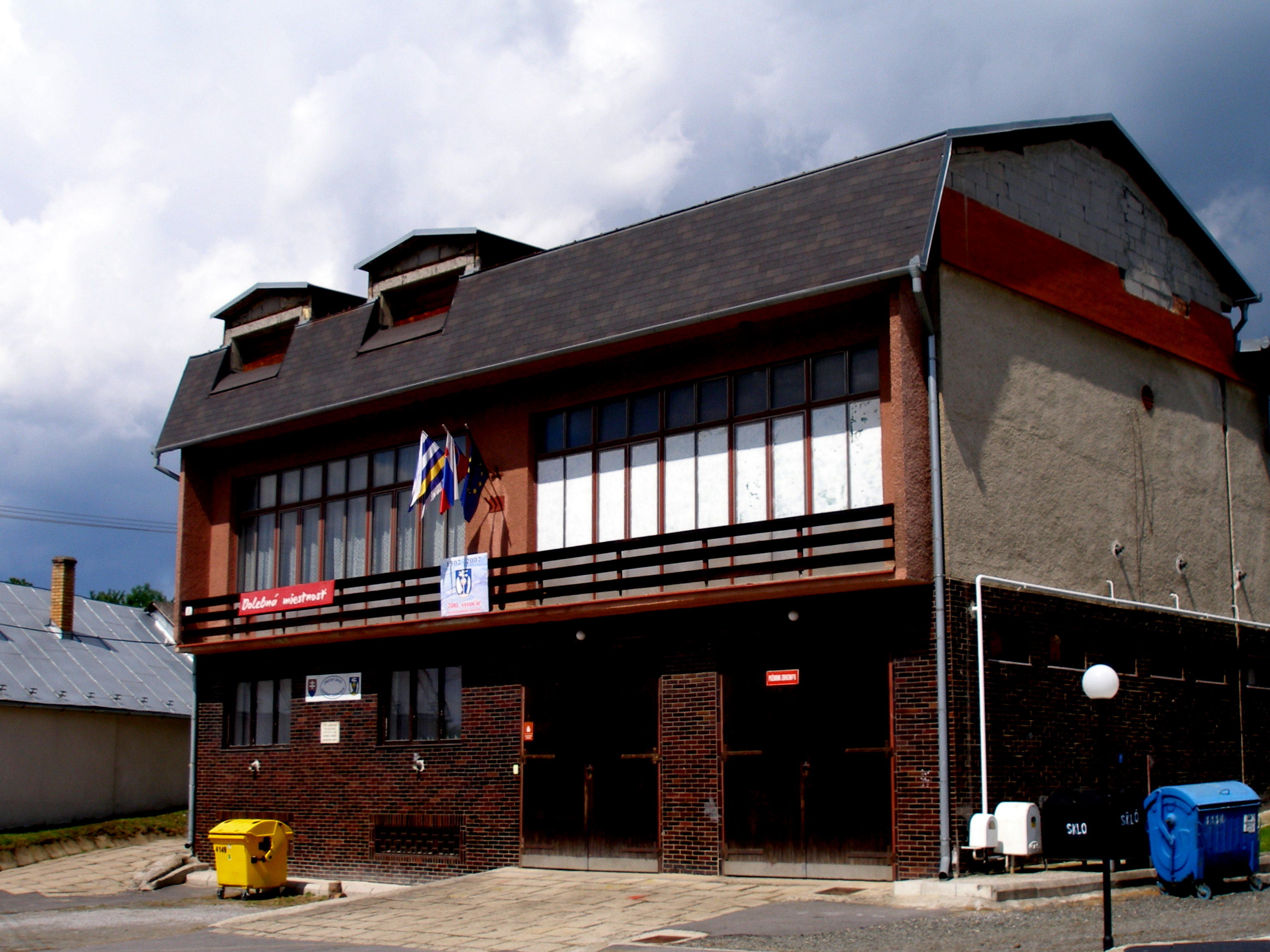

- Római katolikus temploma 1714-ben létesült a 14. század közepén épült templom bővítésével.
- Kápolnája 1800 körül készült.